# 1833 Shmakova
1833 Shmakova è un asteroide della fascia principale che è stato scoperto nel 1969, presenta un'orbita caratterizzata da un semiasse maggiore pari a 2,6352434 UA e da un'eccentricità di 0,1140445, inclinata di 9,98384° rispetto all'eclittica.
Intitolato così in onore di Marija Jakowlewna Schmakowa, che ha lavorato presso l'Istituto di astronomia teorica dell'Accademia delle Scienze dell'URSS.